# Rinové jezero
Rinová jezera (německy Rinnensee, polsky jezioro rynnowe) je druh glaciálních (poledovcových) jezer, která vyplňují poledovcové rýhy (brázdy). Název pochází z němčiny die Rinne = rýha, brázda). Vznikla zavodněním brázd a prohlubenin vytvořených ledovcovou erozí (exarací a deterzí). Jsou seřazena do podélných řad za sebou. Bývají dlouhá, úzká, klikatá, hluboká a s příkrými břehy. Často tvoří řetězce, které ukazují průběh starých brázd.

## Vznik
Brázdy (ledovcové tunely) se tvořily pod pevninským ledovcem nebo před jeho čelem ledovcovou erozí a v důsledku eroze řekou, která tekla pod ledem. V době zimy ledovcové doby voda v podledovcové řece zamrzala, ledovcový tunel se uzavíral a za současného tlaku ledovce vznikaly v tunelu ledové bloky. Po roztátí ledovce tyto ledové bloky často zůstávaly v ledovcové brázdě jako mrtvý led a chránily ledovcovou brázdu před zasypáním. Po roztátí bloků mrtvého ledu zůstala v krajině typická rinová údolí.Tam, kde tato údolí byla zaplněna vodou, je dnes rinové jezero.

## Výskyt
Vyskytují se všude tam, kde býval pevninský ledovec, včetně Afriky, Asie, Severní Ameriky, Evropy, Austrálie a pobřežních oblastí Severního moře a Atlantiku Jejich průběh naznačuje zhruba směry, jimiž se šířily jednotlivé části kontinentálního ledovce.
V Evropě se jezera tohoto typu vyskytují ve Finsku, jižním Švédsku, v severním Německu, Polsku i jinde.
V Německu jsou v okolí Berlína, například Ruppiner See, Werbellinsee, Schwielochsee a další.
V Polsku jsou to Miedwie, Gopło, Drwęckie, Jeziorak, Roś, Lednica, Nidzské jezero, Hańcza, Raduńské jezero, Jezioro Mikołajskie, Jezioro Dominickie, Jezioro Powidzkie, Jezioro Mokre.
Další příklady rinových jezer jsou: Windermere, Wastwater a Coniston Water v anglickém národním parku Lake District, Panguipulli v Chile, Lake Washington v Severní Americe, a Llyn Ogwen v severozápadním Walesu.
Na území Česka takováto jezera nejsou.

## Galerie

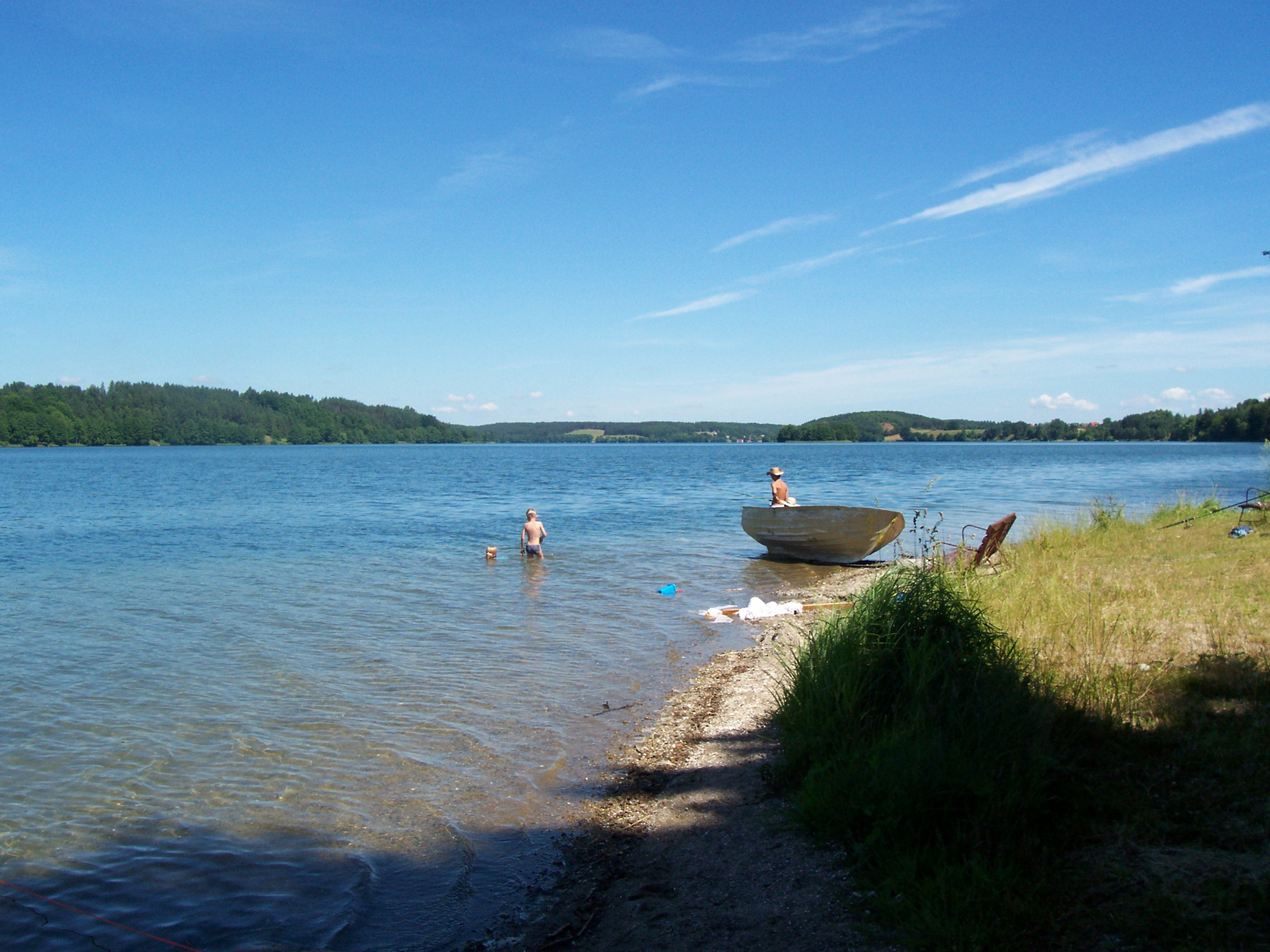
Raduňské jezero v Polsku
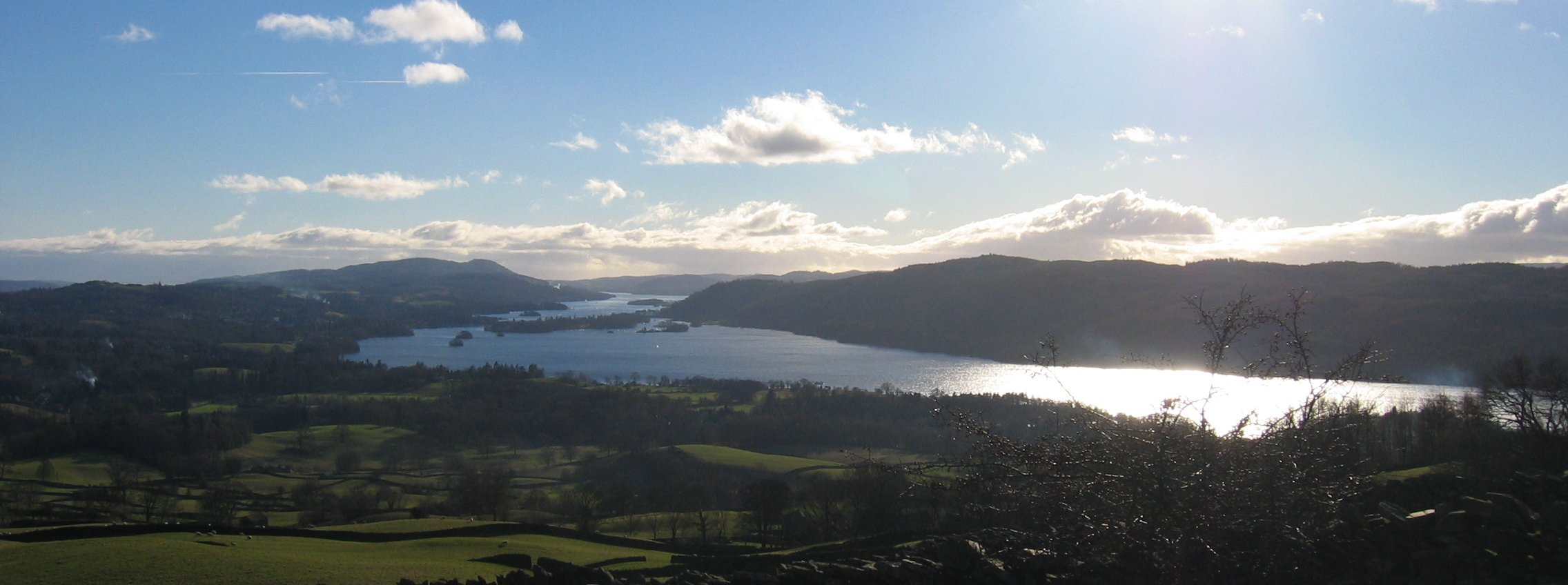
Rinové jezero Windermere v Anglii
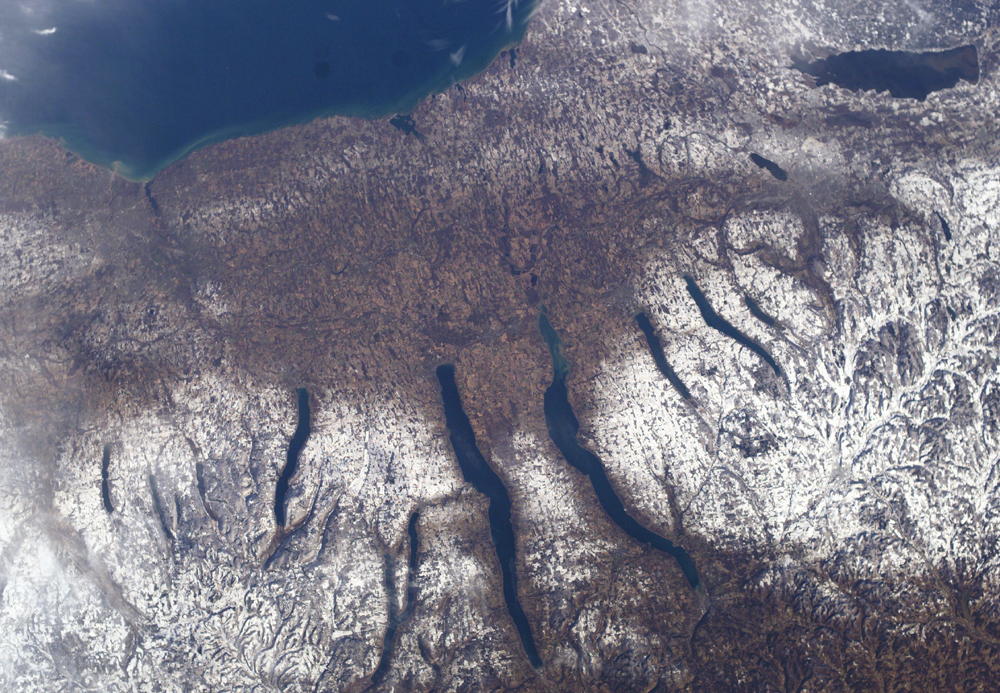
Rinová jezera v zasněžené krajině. Severní Amerika, snímek ze satelitu